# Xavi Ristol i Orriols
Xavi Ristol Orriols (Sabadell, 1978) és artista visual i professor universitari català.
Llicenciat en Belles Arts i doctorant. És professor a la Facultat de Belles arts de la Universitat de Barcelona.
Ha estat premiat en diverses convocatòries i ha rebut ajuts a la producció com la beca del Consell Nacional de la Cultura i les Arts per a la recerca i la creació en àmbits artístics i del pensament, la beca de creació artística de la Fundació Guasch-Coranty o BCN Producció (La Capella) de l'Ajuntament de Barcelona, entre d'altres. Premiat amb la Biennal d'Art Ciutat de Valls (2012), la BIAM 2010 de Centre d'art Lo Pati o el Premi de pintura internacional Guasch coranty 2018 (Centre d'Art Tecla Sala).
Ristol ha exposat el seu treball a diverses institucions i galeries com la Fundació Joan Miró de Barcelona (2021), La Capella (2010,2012,2017), el centre d'art Lo pati (2012), el Centre d'Art la Panera (2011) o galeries com Estrany de la mota (2012) o Bombon projects (2018). També ha participat a Sabadell Obert, projecte de residències de treball i d'exposició endegat per la NauEstruch de L'Estruch i el Museu d'Art de Sabadell l'any 2012, específicament orientat al foment del teixit artístic sabadellenc.
El 2020 va publicar el llibre Hores en blanc / La hora negra amb l'editorial Club editor i Como ediciones.